# آدورپ
آدورپ (به لاتین: Aadorp) یک روستا در هلند است که در آلملو واقع شده‌است.